# Jürgen Donnerstag
Jürgen Donnerstag (* 4. Januar 1942 in Berlin) ist ein deutscher Amerikanist und Hochschullehrer.

## Leben und Wirken
Jürgen Donnerstag studierte nach seiner Reifeprüfung am Gymnasium in Mönchengladbach 1961 Anglistik und Klassische Altertumswissenschaft an den Universitäten in Köln, Würzburg, Nottingham und Buffalo. 1967 legte er das Staatsexamen für den höheren Schuldienst für die Fächer Englisch und Latein an der Universität Köln ab und promovierte dort 1969 mit einer Dissertation über "Die Stilentwicklung im Werk von D. H. Lawrence bei Helmut Bonheim. Seine Tätigkeit als Hochschullehrer begann 1969 als wissenschaftlicher Assistent an der Pädagogischen Hochschule Rheinland (Abt. Aachen). Dort wurde er 1971 Akademischer Rat und 1973 Akademischer Oberrat. Im Jahre 1984 habilitierte er sich an der Universität Dortmund und wurde dort 1989 außerordentlicher Professor. Vertretungsprofessuren übernahm er an den Universitäten Gießen (1988), Bielefeld und Leipzig. Von 1992 bis zum Eintritt in den Ruhestand 2008 hatte er eine Professur für Englischsprachige Literaturen und ihre Didaktik an der Universität Köln inne. Gastprofessuren übernahm Donnerstag an der New York University und an der University of Florida, Gainesville.
Hauptschwerpunkte seiner Arbeit ist die Amerikanistik (Literatur und Didaktik).

## Veröffentlichungen (Auswahl)
- Praxis der Lernplanung für den Englischunterricht – ein Werkstattbericht. In: Christine Möller (Hrsg.): Praxis der Lernplanung (= Beltz-Studienbuch. Bd. 72). Beltz, Weinheim 1974, ISBN 3-407-51072-1, S. 83–115.

- (Hrsg.): Kongressdokumentation der 10. Arbeitstagung der Fremdsprachendidaktiker. Narr, Tübingen 1985, ISBN 3-87808-197-9.
- Rezeptionstheorie und Literaturdidaktik. Literarische Lesestrategien und rock lyrics im Englischunterricht (= Anglistik in der Blauen Eule. Bd. 10). Verlag Die Blaue Eule, Essen 1989, ISBN 3-89206-290-0 (= Habilitationsschrift Universität Dortmund).
- The Question of Regional Culture in Intercultural Learning. In: Lothar Hönnighausen (Hrsg.): Regional images and regional identities (= Transatlantic perspectives. Bd. 12). Stauffenburg-Verlag, Tübingen 2000, ISBN 3-86057-342-X, S. 57–68.
- Hyperfiktionen im Kontext eines konstruktivistischen Fremdsprachenerwerbs von Erwachsenen. In: Rüdiger Ahrens, Ursula Weier (Hrsg.): Englisch in der Erwachsenenbildung des 21. Jahrhunderts (= Anglistische Forschungen. Bd. 342). Winter, Heidelberg 2005, ISBN 3-8253-5033-9, S. 149–167.
- Die Grenzen des interkulturellen Lernens. Einige Anmerkungen zu Michael Moore und zum deutschen Anti-Amerikanismus. In: Heinz Antor (Hrsg.): Fremde Kulturen verstehen – fremde Kulturen lehren. Theorie und Praxis der Vermittlung interkultureller Kompetenz (= Anglistische Forschungen. Bd. 376). Winter, Heidelberg 2007, ISBN 978-3-8253-5322-3, S. 159–174.
- mit Martina Wolff: Literarische Texte und Emotionen im Fremdsprachenunterricht. In: Wolfgang Hallet, Ansgar Nünning (Hrsg.): Neue Ansätze und Konzepte der Literatur- und Kulturdidaktik. Wiss. Verlag Trier, Trier 2007, ISBN 978-3-88476-971-3, S. 143–164.
- Understanding Evangelical Christianity in its Relation to American Popular Culture. In: Wolf Kindermann (Hrsg.): Transcending boundaries. Essays in honor of Gisela Hermann-Brennecke (= Hallenser Studien zur Anglistik und Amerikanistik. Bd. 13). LIT, Berlin/Münster 2007, ISBN 978-3-8258-0763-4, S. 225–244.
- mit Laurenz Volkmann (Hrsg.): Media and American studies in the EFL-classroom (= American studies. Bd. 172). Winter, Heidelberg 2008, ISBN 978-3-8253-5543-2.
- Teaching Religion in the EFL-classroom. Evangelical Fiction and 50 Million American Readers. In: Jeanne Cortiel (Hrsg.): Religion in the United States (= American studies. Bd. 196). Winter, Heidelberg 2011, ISBN 978-3-8253-5864-8, S. 159–180.

Festschrift
- Petra Bosenius u. a. (Hrsg.): Verstehen und Verständigung. Interkulturelles Lehren und Lernen. Festschrift für Jürgen Donnerstag. Wiss. Verlag Trier, Trier 2008, ISBN 978-3-86821-008-8.